# Oedaleus johnstoni
Oedaleus johnstoni är en insektsart som beskrevs av Boris Petrovich Uvarov 1941. Oedaleus johnstoni ingår i släktet Oedaleus och familjen gräshoppor. Inga underarter finns listade i Catalogue of Life.